# SN 2002fr
SN 2002fr – supernowa typu I? odkryta 17 kwietnia 2002 roku w galaktyce A140046+0433. W momencie odkrycia miała maksymalną jasność 22,40m.